# Mar de Bellingshausen
(en) Bellingshausen Sea
O mar de Bellingshausen (71° 00′ S, 85° 00′ O) é um mar a oeste da península Antárctica entre a ilha Alexandre I e a ilha Thurston.
Foi assim denominado em homenagem ao almirante Thaddeus Bellingshausen, que explorou a zona em 1821.

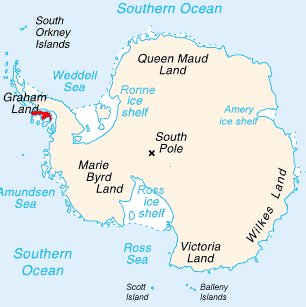
Mapa do mar de Bellinghausen com a ilha Alexandre I e o mar de Bellinghausen em destaque.